# Euskotren-Baureihe TD2000
|  | Dieser Artikel wurde aufgrund von akuten inhaltlichen oder formalen Mängeln auf der Qualitätssicherungsseite des Portals Bahn eingetragen. Bitte hilf mit, die Mängel dieses Artikels zu beseitigen, und beteilige dich bitte an der Diskussion. Artikel, die nicht signifikant verbessert werden, können gelöscht werden. |

Die Lokomotiven der Euskotren-Baureihe TD2000 sind Zweikraftlokomotiven mit dieselelektrischem und elektrischem Antrieb für den Streckendienst, die von Ingeteam und CFD produziert wurden. Das erste Exemplar wurde 2009 an Euskotren ausgeliefert.
Die Lokomotiven werden auf meterspurigen Bahnstrecken in Nordspanien eingesetzt.
Von den zwölf ausgelieferten Lokomotiven wurde eine zeitweilig an die Ferrocarrils de la Generalitat de Catalunya abgegeben und verkehrte als 255.01.
Mit diesen Lokomotiven sollten Güter effizient im gesamten Euskotren-Netz transportiert werden. Jedoch war der Güterverkehr niedriger als erwartet und die Auslastung dieser Lokomotiven war gering. In dieser Situation wurde 2015 beschlossen, drei Lokomotiven nach Ecuador zu verkaufen, wo sie nur im Dieselmodus arbeiten.
Anfang der 2020er Jahre wurden mehrere Lokomotiven durch Indra Sistemas mit ASFA digital ausgestattet, um auf dem Netz der ADIF fahren zu dürfen.